# Sofia av Pommern-Stolp
Sofia av Pommern-Stolp, född 1435, död 24 augusti 1497, var en hertiginna av Pommern-Wolgast, gift 1451 med hertig Erik II av Pommern-Wolgast.
Sofia var dotter till hertig Bogislaw IX av Pommern-Stolp och Maria av Masovia och kusindotter till Erik av Pommern, före detta kung av Danmark, Norge och Sverige. Hon hade inga bröder, och då hennes far dog 1446 efterträddes han av sin kusin, Erik av Pommern, vars arvinge hon blev. Sofia blev år 1451 gift med Erik II av Pommern-Wolgast. Genom äktenskapet blev hennes make också arvtagare till hennes fars kusins land. Då Erik av Pommern dog år 1459, blev Sofia ensam arvtagare till hela den förmögenhet som han hade tagit med sig från Norden, och som han också hade utökat genom sin piratverksamhet från Gotland. Samtidigt blev Pommern-Stolp och Pommern-Rügenvalde inlemmade med makens land genom hans äktenskap med henne. 
En brytning inträffade mellan makarna då Sofia inte fick någon tillgång till makten som hon ansåg tillkom henne i egenskap av arvtagare till sin fars kusin. Hon separerade från maken och flyttade till Rügenvalde slott med sina nio barn tillsammans med Hans av Maszerski. Då maken bad henne att finansiera hans krig mot Brandenburg 1470 vägrade hon att ge honom lån. Maken dog 6 juli 1474. Enligt legenden ska hon ha förgiftat sina söner Vratislav och Kasimir, men då hon försökte göra detsamma med sonen Bogislaus, och gett honom en förgiftad smörgås, ska hennes hovnarr ha varnat honom. Smörgåsen gavs då åt en hund, som dog, varefter Sofia tvingades fly till Danzig.